# Lucette Pla-Justafré
Lucette Pla-Justafré, dite aussi Lucie Justafré, née le 24 mai 1913 à Céret et morte le 1er avril 2000 à Ille-sur-Têt, est une institutrice, femme politique et résistante communiste française.

## Biographie

### Jeunesse et premiers engagements

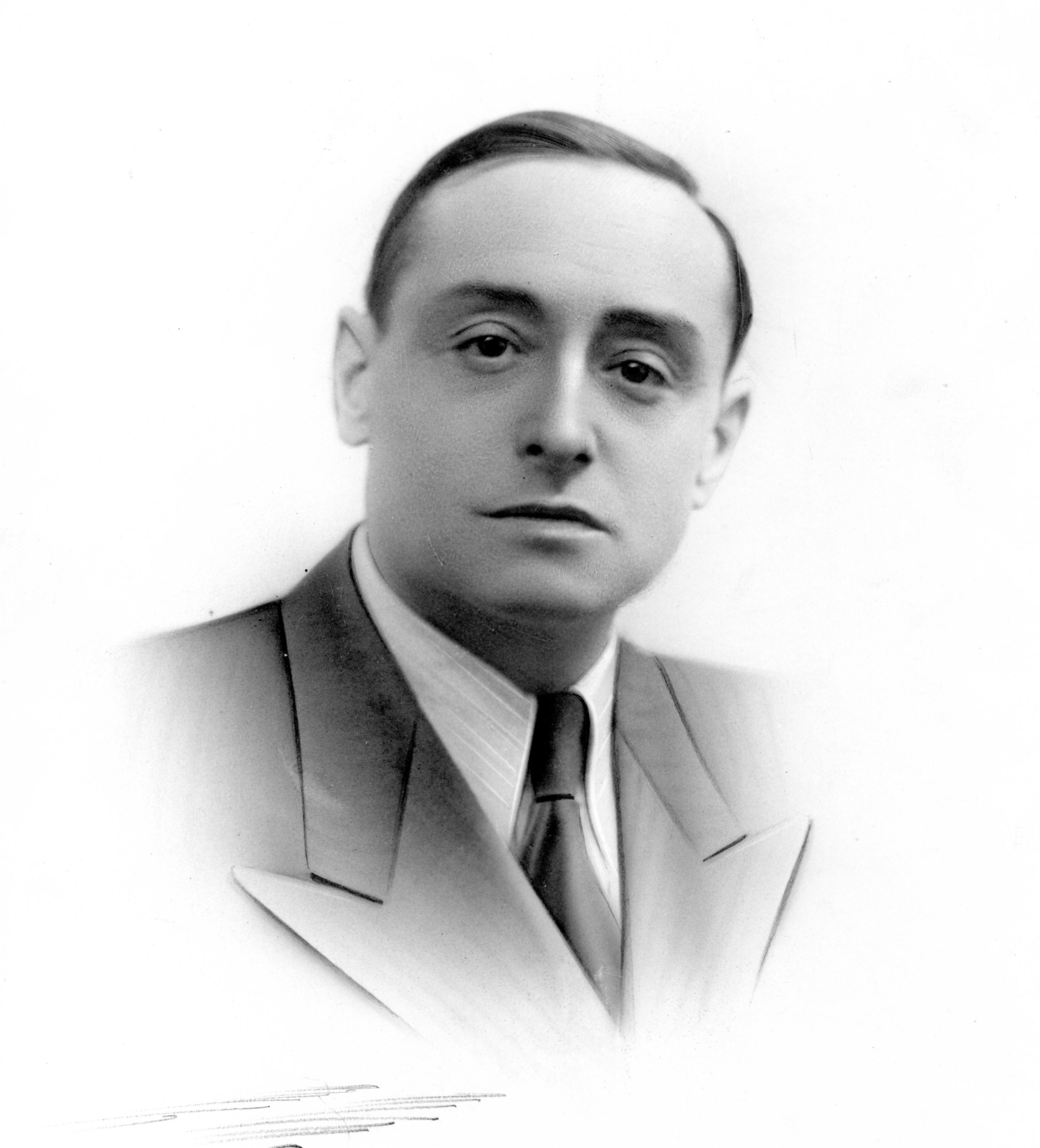
Joseph Parayre, député des Pyrénées-Orientales de 1931 à 1938, puis sénateur de 1938 à 1940 et cousin de Lucette Pla-Justafré, il l'initie très jeune aux idées socialistes.

Lucette Pla-Justafré est née dans une famille modeste du Vallespir. Son père est cafetier et sa mère femme au foyer. Issue d'un milieu catholique libéral, elle est très rapidement initiée aux idées socialistes par ses parents dès son enfance, puis à adolescence par son cousin, le député socialiste Joseph Parayre,.   
Bonne élève, elle intègre l’École normale d’institutrices de Perpignan en 1930 d'où elle sort première en 1933. Ses études sont marquées par les débuts de son militantisme, puisqu'elle s'engage au sein du syndicat national des instituteurs (NSI) de Perpignan. C'est là qu'elle rencontre Justin Carrière, lui aussi instituteur, qu'elle épouse à la sortie de ses études. Le couple est alors muté à La Bastide où elle enseigne jusqu'en 1937, date à laquelle elle divorce de son mari. Son métier l'amène à rencontrer d'autres instituteurs engagés des Pyrénées-Orientales, comme Ludovic Massé avec qui elle adhère en 1934 au Comité départemental de vigilance antifasciste. Elle participe aux grèves liées à la victoire du Front populaire en France en 1936. 
En 1937, elle est nommée institutrice adjointe au Perthus, à la frontière franco-espagnole. Partisane de l'intervention du Front populaire français dans la guerre d'Espagne, elle profite de sa position géographique privilégiée pour aider les réfugiés républicains. Elle se distingue notamment à partir de 1939 et l'intensification de la Retirada en organisant l'accueil d'enfants de réfugiés, aussi bien chez elle que dans sa classe, qui pouvait alors compter jusqu'à 78 élèves.  Son engagement est tel qu'il attire l'attention du secrétaire du NSI, André Delmas, qui lui rend visite et honore « cette petite institutrice en sandales de corde et en tablier »,. Elle offre également une assistance aux dirigeants du Parti ouvrier d'unification marxiste (POUM), Isidore Forgas (ca) et Fernand Cortale (ca), en les conduisant en voiture à Perpignan, de façon qu'ils échappent aux camps de concentration des Pyrénées-Orientales. Enfin, à l'instar d'une dizaine d'autres instituteurs du département et grâce à l'appui du SNI, elle put se rendre directement dans les camps pour porter assistance aux réfugiés. Ses visites dans les camps sont l'occasion pour elle de rencontrer des volontaires des brigades internationales qui lui exposent leurs idées révolutionnaires et communistes.

### Seconde Guerre mondiale et résistance
À partir de 1940, son engagement en faveur des réfugiés fait d'elle une suspecte pour le régime de Vichy qui la mute à Fillols pour l’éloigner de la frontière. Elle est finalement mutée à Ille-sur-Têt en 1942 pour des raisons de santé. C'est à partir de ce moment qu'elle entre en résistance, après un contact avec Louis Torcatis, chef départemental de l'Armée secrète des Pyrénées-Orientales. Elle est particulièrement active à partir de 1943 au sein du réseau Gallia, où elle obtient le grade de sous-lieutenant. Elle se distingue alors par son rôle d'intermédiaire en fournissant notamment des relevés sur la défense allemande de Cerbère aux réseaux de résistance de Narbonne.   
En août 1944, pendant la libération, elle siège au sein du comité local de Libération de la municipalité d'Ille-sur-Têt. À l'échelle du département, elle est notamment responsable de statuer sur l'épuration au sein du personnel de l'Éducation nationale dans les Pyrénées-Orientales. Elle adhère la même année au Parti communiste français (PCF).  

### Engagement syndical après la libération
À partir de la Libération et de manière continue jusqu'en 1965, Lucette Pla-Justafré occupe différents postes à responsabilité au sein du SNI. Elle se démarque notamment par sa ligne unitaire, contre la scission du syndicat avec la CGT. Malgré la scission effective en 1948, elle reste au syndicat et continue à revendiquer une proximité avec la CGT. 
Cette position la démarque de la ligne directrice du Parti communiste français, de fait, malgré un engagement précoce au sein du parti et la position de secrétaire de la section communiste d'Ille-sur-Têt, Lucette Pla-Justafré a toujours adopté une position critique vis-à-vis du PCF, notamment lors des révélations sur le rapport Khrouchtchev à la fin des années 1950 et surtout pendant l'invasion de la Tchécoslovaquie par l'URSS en 1968, puis celle de l'Afghanistan en 1979. Cette position critique à l'égard du PCF explique son rôle mineur dans les instances communistes, malgré son engagement et son statut de résistante. De manière réciproque, la défiance du parti vis-à-vis des résistants alors non-communistes pendant la Seconde Guerre mondiale explique également sa marginalisation. La place de Lucette Pla-Justafré dans les réseaux des services secrets pendant la guerre a joué contre son ascension dans le parti, notamment en raison des craintes d'espionnage par André Marty, secrétaire du Parti communiste jusqu'en 1952.
En 1950, elle fait la rencontre d'André Pla, exploitant agricole d’Ille-sur-Têt, qu'elle épouse en 1954, ce dernier décède dans un accident de voiture en 1954. 

### Responsabilités municipales et fin de vie
Déjà membre du conseil de libération d'Ille-sur-Têt en 1944, Lucette Pla-Justafré siège à la municipalité de manière ininterrompue de 1947 à 1983. D'abord conseillère municipale, elle devient première adjointe du maire Maurice Iché lors de son élection en 1959 et finalement maire de 1977 à 1983. Des soucis de santé et un échec aux élections du conseil général des Pyrénées-Orientales la forcent à ne pas briguer un autre mandat. À cette même période, elle quitte le PCF en raison de dissension interne,. Elle meurt le 1er avril 2000, et est enterrée au cimetière d'Ille-sur-Têt. Ses archives personnelles sont conservées dans les archives départementales des Pyrénées-Orientales. 

## Hommages et postérités
Une rue porte son nom à Ille-sur-Têt. En 2022, les archives départementales des Pyrénées-Orientales organisent une exposition autour de portraits de femmes ayant marquée l'histoire du Roussillon, une photographie de Lucette Pla-Justafré illustre l'affiche de l'exposition. 